# صخر بن جويرية
أبو نافع صخر بن جويرية التميمي مولى بني تميم. من أئمة الحديث وهو صدوق حسن الحديث. وهو شيخ معمر صدوق. احتج به أرباب الصحاح. توفي سنة بضع وستين ومائة.

## روايته للحديث النبوي
- حدث عن: أبي رجاء العطاردي، وعائشة بنت سعد، ونافع مولى ابن عمر.
- روى عنه: أيوب السختياني -وهو من شيوخه-، وعبد الرحمن بن مهدي، وعثمان بن عمر العبدي،[3] وروح بن عبادة، وعفان بن مسلم، وعلي بن الجعد، وآخرون.[2]

## أقوال العلماء فيه
أقوال علماء الجرح والتعديل فيه:
- قال أبو حاتم الرازي: لا بأس به.
- قال أبو دواد السجستاني: تكلم فيه.
- قال أبو زرعة الرازي: لا بأس به.
- قال أحمد بن حنبل: شيخ ثقة ثقة.
- قال أحمد بن شعيب النسائي: ليس به بأس.
- قال الذهبي: ثقة.
- قال عفان بن مسلم الصفار: أثبت في الحديث، وأعرف به من جويرية بن أسماء.
- قال عمرو بن عاصم: ثقة ثبت.
- قال محمد بن سعد كاتب الواقدي: ثقة ثبت.
- قال محمد بن يحيى الذهلي: ثقة.
- قال مصنفوا تحرير تقريب التهذيب: صدوق حسن الحديث.
- قال يحيى بن سعيد القطان: ذهب كتابه ثم وجده فتكلم فيه لذلك.
- قال يحيى بن معين: صالح، وفي رواية وقال بن أبي خيثمة: ليس حديثه بالمتروك إنما يتكلم فيه لأنه يقال إن كتابه سقط.